# 296 f.Kr.

## Händelser

### Efter plats

#### Grekland
- Ptolemaios sluter fred med Demetrios Poliorketes, med vilken han trolovar sin dotter Ptolemais.

#### Romerska republiken
- Bellonatemplet reses i södra änden av prata Flaminaia (sedermera Circus Flaminius) i Rom.